# Locomotive (commerce)
Pour les articles homonymes, voir Locomotive (homonymie).

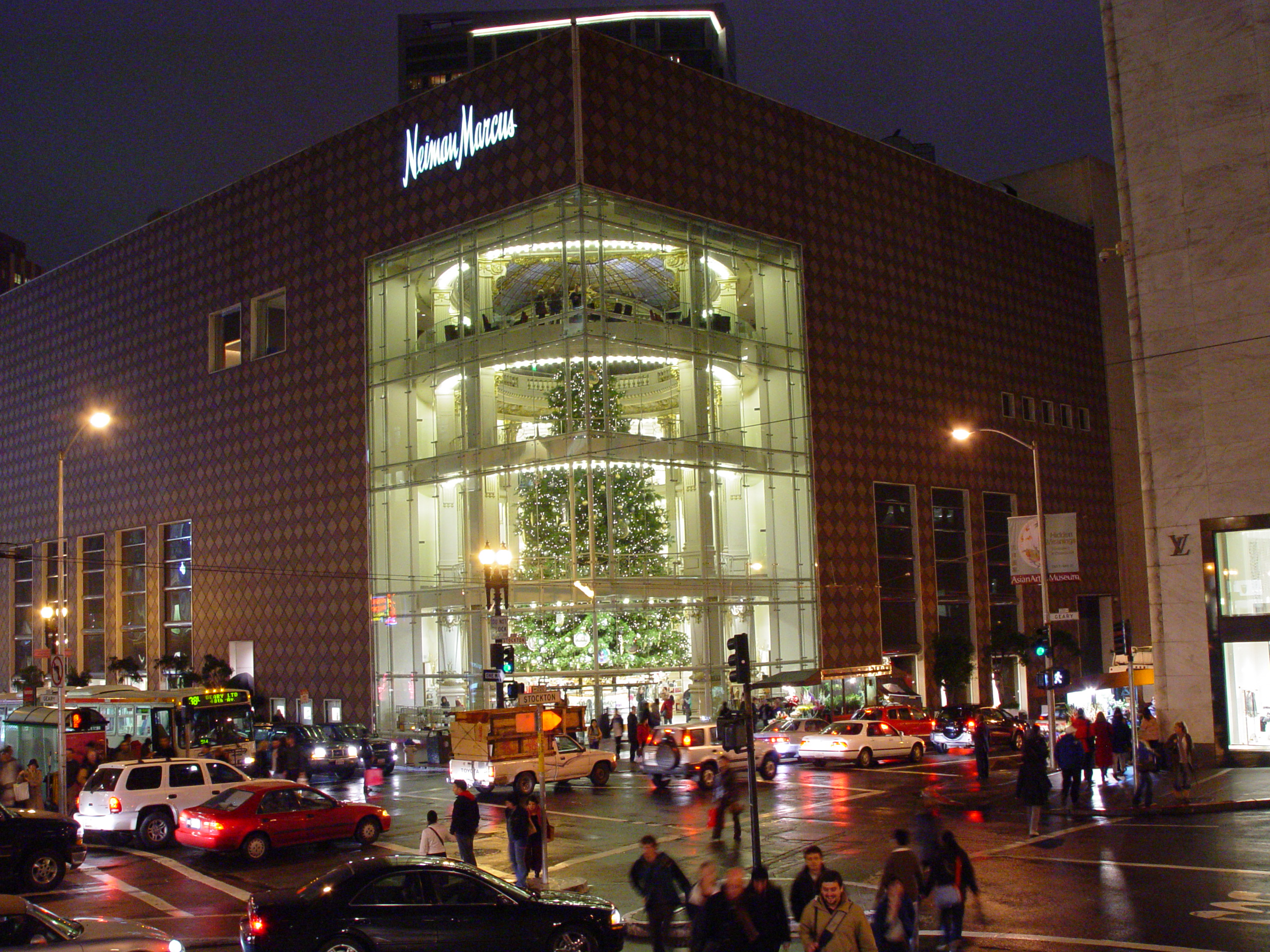
Neiman Marcus à Union Square, à San Francisco, Californie

Une locomotive est, dans le monde du commerce, une enseigne importante (souvent un hypermarché) dont la présence au sein d'une zone marchande augmente significativement l'achalandage de cette zone, ce qui favorise les établissements voisins. 
Il s'agit souvent de grandes surfaces alimentaires ou non qui suffisent à elles seules, par l'affluence qu'elles génèrent, à faire vivre les autres enseignes de la voie, du centre commercial ou du parc d'activité commerciale où elles se trouvent,.